# Mantecosa de Roma (pera)
Mantecosa de Roma (en España conocida como de Roma) es una variedad cultivar de pera europea Pyrus communis. Esta pera está cultivada en la colección de la Estación Experimental Aula Dei (Zaragoza). Esta pera también está cultivada en diversos viveros entre ellos algunos dedicados a conservación de árboles frutales en peligro de desaparición. Esta pera variedad muy antigua es originaria de Alemania ('Römische Schmalzbirne'), también muy extendido su cultivo en España (Badajoz, La Coruña, Guipúzcoa, Huesca, Pontevedra, Santander, Zaragoza), y tuvo su mejor época de cultivo comercial antes de la década de 1960, y actualmente en menor medida aún se encuentra.

## Sinonimia
- "de Roma",
- "Mantecosa de Roma",
- "Beurré de Roma",
- "Römische Schmalzbirne",
- "Melanchthonbirn".

## Historia

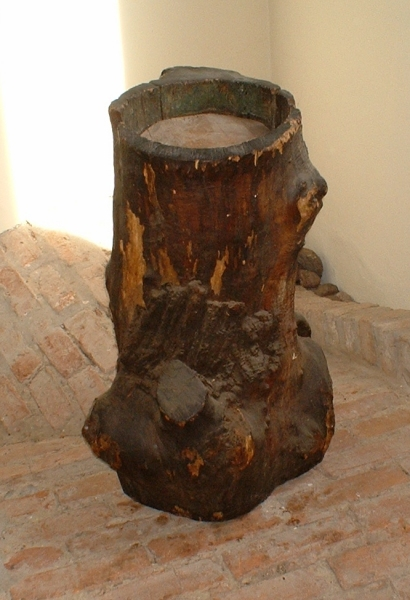
El tocón del viejo peral en la iglesia del pueblo de Ribbeck.

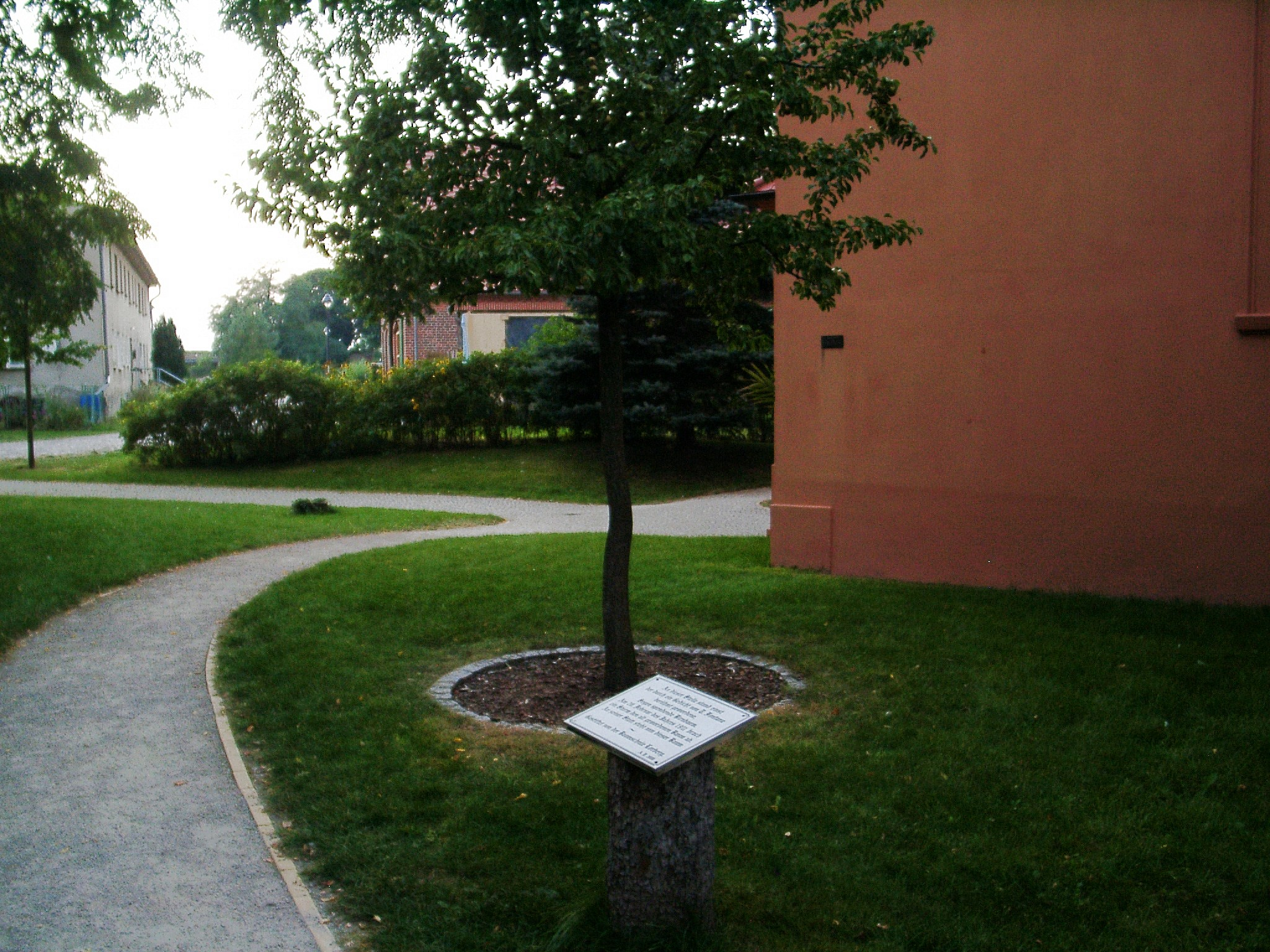
Un peral recién plantado junto a la iglesia de Ribbeck.

La variedad de pera "Römische Schmalzbirne" (Mantecosa de Roma), según los primeros registros del siglo XVI, se dice que esta variedad llegó a Germania con los romanos. Después de eso, los monasterios y los terratenientes difundieron la variedad de pera. Este tipo de fruta se extendió gracias a su buena resistencia cuando se rompió una pequeña edad de hielo en Europa. Dado que las frutas dulces eran generalmente raras en este momento, las peras continuaron extendiéndose.
Andreas Göch la nombró "Melanchthonbirn" ("pera Melanchthon") en agradecimiento, ya que el elogio de Philipp Melanchthon al Elector August por esta variedad de pera permitió que los hijos del pastor se capacitaran en la "escuela de los príncipes". Göch aconsejó a sus sucesores “cuidar el árbol y esperar, etc., para evitar al querido Sr. Preceptor [d. H. Melanchthon] sake ”; En 1906, los restos de este peral Melanchthon, que fue injertado, se encontraban en el jardín parroquial de Pegau.
Es muy probable que las peras mencionadas en la balada literaria popular escrita por el poeta y novelista alemán Theodor Fontane en 1889 de Herr von Ribbeck auf Ribbeck im Havelland sean también esta variedad de pera.
Consta una descripción del fruto: Leroy, 1867 : 605; Hedrick, 1921 : 532; Soc. Pom. France, 1947 : 347; Baldini y Sacaramuzzi, 1957 : 326, y en E. E. Aula Dei.
En España 'de Roma' está considerada incluida en las variedades locales autóctonas muy antiguas, cuyo cultivo se centraba en comarcas muy definidas. Se caracterizaban por su buena adaptación a sus ecosistemas y podrían tener interés genético en virtud de su adaptación. Se encontraban diseminadas por todas las regiones fruteras españolas, aunque eran especialmente frecuentes en la España húmeda. Estas se podían clasificar en dos subgrupos: de mesa y de cocina (aunque algunas tenían aptitud mixta).
'de Roma' es una variedad clasificada como de mesa, difundido su cultivo en el pasado por los viveros comerciales y cuyo cultivo en la actualidad se ha reducido a huertos familiares y jardines privados.

## Características
El peral de la variedad 'de Roma' tiene un vigor Medio; florece a finales de abril; tubo del cáliz prácticamente inexistente, limitándose a un conducto muy estrecho en los frutos de ojo caduco, en casos excepcionales en embudo con el conducto de la misma forma que los anteriores. Se demuestra que el árbol es productivo y resistente a las enfermedades.
La variedad de pera 'de Roma' tiene un fruto de tamaño medio a grande; forma turbinada o turbinada achatada, rara vez redondeada, generalmente muy ventruda, con cuello corto o sin cuello, con la superficie irregular con protuberancias y depresiones de intensidad variable, de localización imprecisa, con el contorno muy irregular, ondulado o acostillado; piel lisa o ligeramente rugosa y ruda, brillante o mate; con color de fondo verdoso, pasando a amarillento sucio en la maduración completa, sin chapa o con ligera chapa sonrosada, presenta un punteado imperceptible si no es ruginoso, con frecuencia zona ruginosa-"russeting" lisa alrededor de la base del pedúnculo y más gruesa y menos uniforme en la cavidad del ojo, punteado, rayas y ligera maraña ruginosa cubriendo más o menos el resto del fruto, "russeting" (pardeamiento áspero superficial que presentan algunas variedades) medio; pedúnculo de longitud generalmente largo o muy largo, fino, engrosado en ambos extremos, con iniciación de yemas, normalmente curvo o retorcido, implantado ligeramente oblicuo, cavidad del pedúnculo estrecha, poco profunda, con el borde irregular, ondulado o mamelonado; anchura de la cavidad calicina anchura y profundidad variables, con el borde muy irregular, en general fuertemente acostillado y mamelonado; ojo generalmente pequeño y caduco, excepcionalmente ojo permanente, abierto; sépalos largos, estrechos, extendidos.
Carne de color blanco amarillenta; textura medio firme, granulosa, muy jugosa; sabor muy especial, dulce, ligeramente amoscatelado, bueno; corazón pequeño, fusiforme. Eje muy largo, de anchura media o ancho, con el hueco, interior lanoso. Celdillas largas y estrechas, muy próximas al eje. Semillas de tamaño muy estrechas y largas, puntiagudas con cuello, ligeramente espolonadas, con color rojizo oscuro, y frecuentemente abortadas.
La pera 'de Roma' madura de manera desigual pero generalmente tiene una época de maduración en invierno (en E. E. Aula Dei de Zaragoza). Aguanta en buenas condiciones hasta tres meses de almacenamiento en un ambiente refrigerado. Se usa como pera de mesa fresca, y en cocina para hacer compotas.